# Neuville-sur-Seine

Neuville-sur-Seine este o comună în departamentul Aube din nord-estul Franței. În 1 ianuarie 2022 avea o populație de 383 de locuitori.